# Llac Aike
El llac Aike és el llac més gran de l'estepa dels Urals. Està situat a la frontera de la regió d'Orenburg Rússia i la regió d'Aktobe del Kazakhstan. El llac té una superfície d'uns 64,7 km². El poble kazakh de Terensay es troba a la costa oriental del llac. És un llac endorreic d'aigua salada de forma arrodonida. Juntament amb altres llacs propers forma les àrees no drenades de Zhetykolsko-Aykensky d'Ozerny.

## Natura
És un important lloc de nidificació on s'aturen per reproduir-se les aus aquàtiques. Les aus que apareixen en el Llibre Vermell de Rússia i nien en el llac son el gavinot capnegre i el pelicà cresp.